# 南町 (板橋區)
南町（日语：／ Minamichō */?）是東京都板橋區的町名，為未設丁目的單獨町名。 
板橋區全域已實施住居表示。

## 地理
位於板橋區東南部南端，鄰豐島區。北接幸町，東連中丸町，東南鄰豐島區池袋，南及西通豐島區高松。町域東部有首都高速道路通過。

### 地價
依據2014年（平成26年）1月1日的公告地價，南町19-2的住宅地價為43萬日圓/m2。

## 歷史

### 地名由來
前身為中丸村字南，也是板橋區南端。

## 交通

### 鐵道
町內未設車站，可利用以下路線。
- 東京地下鐵
  - 副都心線、有樂町線：要町站（豐島區要町一丁目、西池袋五丁目與池袋三丁目）
- 東武鐵道
  - 東武東上線：大山站（大山町與大山東町）

### 巴士
- 國際興業巴士（日语：国際興業バス）　※省略出入庫的區間運行系統。
  - 南町庚申通
    - 池20：往池袋站西口、往高島平操車場
    - 池21：往池袋站西口、行經舟渡町往高島平站
    - 池02：池袋站西口發車熊野町循環
    - 池03：池袋站西口發車要町循環
    - 池04：池袋站西口發車中丸町循環（僅平日6班）

  - 南町
    - 池03：池袋站西口發車要町循環
    - 池04：池袋站西口發車中丸町循環

  - 南町住宅
    - 池02：池袋站西口發車熊野町循環
    - 池03：池袋站西口發車要町循環

  - 南町仲通
    - 池04：池袋站西口發車中丸町循環

### 道路
- 首都高速5號池袋線：高松入口

## 備註
1. ↑  .   [2014-09-27]. （原始内容存档于2014-09-14）.
2. ↑  板橋区教育委員会『いたばしの地名』，1995年3月，P127。
3. ↑  .   [2014-09-27]. （原始内容存档于2014-10-06）.